# Chi-uil
De chi-uil (Antitype chi) is een nachtvlinder uit de familie van de uilen (Noctuidae).

## Beschrijving
De voorvleugellengte bedraagt tussen de 15 en 19 mm. De grondkleur van de voorvleugels is grijs. Op de voorvleugel is een opvallende zwarte langgerekte X te herkennen, waarnaar de wetenschappelijke soortnaam chi (Griekse letter van die vorm) verwijst. De achtervleugel van het mannetje is wit, van het vrouwtje grijs.

## Waardplanten
De chi-uil gebruikt diverse kruidachtige planten als waardplanten. De rups is te vinden van april tot juli. De soort overwintert als ei.

## Voorkomen
De soort komt verspreid over het Palearctisch gebied voor.

### In Nederland en België
De chi-uil is in Nederland een zeer zeldzame en in België een zeldzame soort. In Nederland stamt de eerste waarneming uit 1975. De vlinder kent één generatie die vliegt van eind juli tot in september.